# 黄百铁路
黄百铁路，是一条连接贵州省安顺市普定县和广西壮族自治区百色市的国铁I级电力牵引客货共线铁路，北接沪昆铁路黄桶站，经贵州省镇宁县、紫云县、望谟县及广西壮族自治区乐业县、凌云县，利用南昆铁路接入百色站。线路全长314.6公里，其中广西境内线路长约138公里，近期设车站17座，预留车站10座，黄桶地区预留贵阳方向至黄百铁路联络线建设条件。总投资338.54亿元，建设工期为5年，设计速度为160公里/小时，线路规划远景年输送能力货运1600万吨，客车8对/日，是西部陆海新通道西通道的重要组成部分。

## 历史
2011年，黄百铁路被列入中国“十二五”铁路发展规划，成为地区开发性重点项目。
2016年7月13日，纳入国家发展改革委、交通运输部和中国铁路总公司发布的《中长期铁路网规划（2016—2025年）》。
2019年8月，纳入《西部陆海新通道总体规划》。
2022年11月2日，环境影响报告书征求意见稿信息公示。
2023年3月1日，国家发改委批复黄百铁路可行性研究报告。6月，广西段项目用地预审获自然资源部批复。7月14日，生态环境部批复环境影响报告书。12月8日，黄百铁路开工建设。